# Calicnemia porcata
Calicnemia porcata – gatunek ważki z rodziny pióronogowatych (Platycnemididae).